# IBU Cup 2023-2024
L'IBU Cup 2023-2024 è stata la ventiseiesima edizione del circuito internazionale di secondo livello proposto dall'IBU; il primo livello è costituito dalla Coppa del mondo di biathlon 2024.
La stagione è iniziata il 30 novembre 2023 a Kontiolahti ed è terminata il 9 marzo 2024 a Obertilliach. I campionati europei di Osrblie sono stati la sesta tappa del circuito.
I vincitori uscenti (femminile e maschile) della classifica generale erano la svedese Tilda Johansson e il norvegese Endre Strømsheim.

## Calendario e risultati

### Maschile
| Data                                | Località     | Nazione    | Spec. | Primo                 | Secondo                | Terzo                  |
| ----------------------------------- | ------------ | ---------- | ----- | --------------------- | ---------------------- | ---------------------- |
| 30 novembre 2023                    | Kontiolahti  | Finlandia  | IN    | Johan-Olav Botn       | Mats Oeverby           | Martin Nevland         |
| 2 dicembre 2023                     | Kontiolahti  | Finlandia  | SP    | Johan-Olav Botn       | Philipp Horn           | Mats Oeverby           |
| 8 dicembre 2023                     | Idre Fjaell  | Svezia     | SP    | Johan-Olav Botn       | Martin Nevland         | Martin Uldal           |
| 9 dicembre 2023                     | Idre Fjaell  | Svezia     | SP    | Philipp Horn          | Johan-Olav Botn        | Oscar Lombardot        |
| 10 dicembre 2023                    | Idre Fjaell  | Svezia     | PU    | Johan-Olav Botn       | Philipp Horn           | Martin Uldal           |
| 13 dicembre 2023                    | Sjusjoen     | Norvegia   | SP    | Simon Kaiser          | Johan-Olav Botn        | Mats Oeverby           |
| 15 dicembre 2023                    | Sjusjoen     | Norvegia   | PU    | Johan-Olav Botn       | Martin Uldal           | Martin Nevland         |
| 16 dicembre 2023                    | Sjusjoen     | Norvegia   | MS60  | Martin Nevland        | Mats Oeverby           | Johan-Olav Botn        |
| 4 gennaio 2024                      | Val Martello | Italia     | IN    | Vebjoern Soerum       | Mats Oeverby           | Isak Frey              |
| 6 gennaio 2024                      | Val Martello | Italia     | SP    | Isak Frey             | Mats Oeverby           | Danilo Riethmüller     |
| 7 gennaio 2024                      | Val Martello | Italia     | PU    | Isak Frey             | Vebjoern Soerum        | Danilo Riethmüller     |
| 10 gennaio 2024                     | Val Ridanna  | Italia     | SP    | Johan-Olav Botn       | Mats Oeverby           | Danilo Riethmüller     |
| 12 gennaio 2024                     | Val Ridanna  | Italia     | MS60  | Danilo Riethmüller    | Martin Nevland         | Antonin Guigonnat      |
| Campionati europei di biathlon 2024 |              |            |       |                       |                        |                        |
| 24 gennaio 2024                     | Orsblie      | Slovacchia | IN    | Vebjoern Soerum       | Johan-Olav Botn        | Martin Uldal           |
| 26 gennaio 2024                     | Orsblie      | Slovacchia | SP    | Antonin Guigonnat     | Johan-Olav Botn        | Isak Frey              |
| 27 gennaio 2024                     | Orsblie      | Slovacchia | PU    | Isak Frey             | Dmitrii Shamaev        | Antonin Guigonnat      |
| 1 febbraio 2024                     | Arber        | Germania   | SP    | Martin Uldal          | Johan-Olav Botn        | Isak Frey              |
| 3 febbraio 2024                     | Arber        | Germania   | SP    | Johan-Olav Botn       | Martin Uldal           | Simon Kaiser           |
| 29 febbraio 2024                    | Obertilliach | Austria    | SP    | Mats Oeverby          | Sindre Fjellheim Jorde | Sverre Dahlen Aspenes  |
| 2 marzo 2024                        | Obertilliach | Austria    | PU    | Mats Oeverby          | Martin Nevland         | Sindre Fjellheim Jorde |
| 7 marzo 2024                        | Obertilliach | Austria    | IN    | Mats Oeverby          | Isak Frey              | Martin Uldal           |
| 8 marzo 2024                        | Obertilliach | Austria    | SP    | Martin Uldal          | Isak Frey              | Sverre Dahlen Aspenes  |
| 9 marzo 2024                        | Obertilliach | Austria    | MS60  | Sverre Dahlen Aspenes | Martin Uldal           | Martin Nevland         |

Legenda:
IN = individuale (20 km)
SP = sprint (10 km)
PU = inseguimento (12,5 km)
MS60 = partenza in linea a 60 (15 km)

### Femminile
| Data                                | Località     | Nazione    | Spec. | Primo                     | Secondo                   | Terzo                  |
| ----------------------------------- | ------------ | ---------- | ----- | ------------------------- | ------------------------- | ---------------------- |
| 30 novembre 2023                    | Kontiolahti  | Finlandia  | IN    | Jeanne Richard            | Maren Kirkeeide           | Karoline Erdal         |
| 2 dicembre 2023                     | Kontiolahti  | Finlandia  | SP    | Emilie Aagheim Kalkenberg | Sara Andersson            | Océane Michelon        |
| 8 dicembre 2023                     | Idre Fjaell  | Svezia     | SP    | Johanna Puff              | Jenny Enodd               | Jeanne Richard         |
| 9 dicembre 2023                     | Idre Fjaell  | Svezia     | SP    | Karoline Erdal            | Juliane Fruehwirt         | Anna-Karin Heijdenberg |
| 10 dicembre 2023                    | Idre Fjaell  | Svezia     | PU    | Jenny Enodd               | Karoline Erdal            | Ella Halvarsson        |
| 13 dicembre 2023                    | Sjusjoen     | Norvegia   | SP    | Océane Michelon           | Jeanne Richard            | Gro Randby             |
| 15 dicembre 2023                    | Sjusjoen     | Norvegia   | PU    | Anaelle Bondoux           | Ida Lien                  | Stina Nilsson          |
| 16 dicembre 2023                    | Sjusjoen     | Norvegia   | MS60  | Julia Tannheimer          | Jenny Enodd               | Ida Lien               |
| 4 gennaio 2024                      | Val Martello | Italia     | IN    | Julia Kink                | Emily Schumann            | Stina Nilsson          |
| 6 gennaio 2024                      | Val Martello | Italia     | SP    | Maren Kirkeeide           | Maya Cloetens             | Stina Nilsson          |
| 7 gennaio 2024                      | Val Martello | Italia     | PU    | Gilonne Guigonnat         | Anna Andexer              | Johanna Puff           |
| 10 gennaio 2024                     | Val Ridanna  | Italia     | SP    | Gilonne Guigonnat         | Sara Scattolo             | Ida Lien               |
| 12 gennaio 2024                     | Val Ridanna  | Italia     | MS60  | Johanna Puff              | Selina Grotian            | Ida Lien               |
| Campionati europei di biathlon 2024 |              |            |       |                           |                           |                        |
| 24 gennaio 2024                     | Orsblie      | Slovacchia | IN    | Maren Kirkeeide           | Alina Stremous            | Ema Kapustova          |
| 26 gennaio 2024                     | Orsblie      | Slovacchia | SP    | Ida Lien                  | Maren Kirkeeide           | Khrystyna Dmytrenko    |
| 27 gennaio 2024                     | Orsblie      | Slovacchia | PU    | Maren Kirkeeide           | Emilie Aagheim Kalkenberg | Océane Michelon        |
| 1 febbraio 2024                     | Arber        | Germania   | SP    | Hannah Auchentaller       | Emilie Aagheim Kalkenberg | Sara Scattolo          |
| 3 febbraio 2024                     | Arber        | Germania   | SP    | Karoline Erdal            | Camille Bened             | Lea Rothschopf         |
| 29 febbraio 2024                    | Obertilliach | Austria    | SP    | Ragnhild Femsteinevik     | Océane Michelon           | Kristina Oberthaler    |
| 2 marzo 2024                        | Obertilliach | Austria    | PU    | Marthe Krakstad Johansen  | Océane Michelon           | Tereza Vinklarkova     |
| 7 marzo 2024                        | Obertilliach | Austria    | IN    | Lisa Maria Spark          | Chloe Chevalier           | Camille Bened          |
| 8 marzo 2024                        | Obertilliach | Austria    | SP    | Stefanie Scherer          | Gro Randby                | Océane Michelon        |
| 9 marzo 2024                        | Obertilliach | Austria    | MS60  | Anaelle Bondoux           | Océane Michelon           | Emily Schumann         |

Legenda:
IN = individuale (15 km)
SP = sprint (7.5 km)
PU = inseguimento (10 km)
MS60 = partenza in linea a 60 (12,5 km)

### Miste
| Data                                | Località     | Nazione    | Spec. | Primo    | Secondo  | Terzo     |
| ----------------------------------- | ------------ | ---------- | ----- | -------- | -------- | --------- |
| 3 dicembre 2023                     | Kontiolahti  | Finlandia  | MX    | Norvegia | Svezia   | Francia   |
| 3 dicembre 2023                     | Kontiolahti  | Finlandia  | SMX   | Norvegia | Francia  | Italia    |
| 13 gennaio 2024                     | Val Ridanna  | Italia     | MX    | Norvegia | Germania | Francia   |
| 13 gennaio 2024                     | Val Ridanna  | Italia     | SMX   | Norvegia | Francia  | Finlandia |
| Campionati europei di biathlon 2024 |              |            |       |          |          |           |
| 28 gennaio 2024                     | Orsblie      | Slovacchia | MX    | Norvegia | Francia  | Italia    |
| 28 gennaio 2024                     | Orsblie      | Slovacchia | SMX   | Svezia   | Norvegia | Austria   |
| 3 marzo 2024                        | Obertilliach | Austria    | MX    | Norvegia | Italia   | Francia   |
| 3 marzo 2024                        | Obertilliach | Austria    | SMX   | Norvegia | Francia  | Germania  |

Legenda:
MX = staffetta mista (2×6+2×6)km
SMX = staffetta singola mista

## Classifiche

### Maschili

#### Generale
| Pos. | Nome               | Nazione  | Punti |
| ---- | ------------------ | -------- | ----- |
| 1    | Mats Oeverby       | Norvegia | 1325  |
| 2    | Johan-Olav Botn    | Norvegia | 1135  |
| 3    | Martin Nevland     | Norvegia | 1037  |
| 4    | Martin Uldal       | Norvegia | 980   |
| 5    | Isak Frey          | Norvegia | 917   |
| 6    | Danilo Riethmüller | Germania | 710   |
| 7    | Lucas Fratzscher   | Germania | 655   |
| 8    | Simon Kaiser       | Germania | 621   |
| 9    | Vebjoern Soerum    | Norvegia | 538   |
| 10   | Daniele Cappellari | Italia   | 436   |

#### Sprint
| Pos. | Nome            | Nazione  | Punti |
| ---- | --------------- | -------- | ----- |
| 1    | Johan-Olav Botn | Norvegia | 660   |
| 2    | Mats Oeverby    | Norvegia | 603   |
| 3    | Martin Uldal    | Norvegia | 492   |
| 4    | Martin Nevland  | Norvegia | 421   |
| 5    | Isak Frey       | Norvegia | 404   |

#### Inseguimento
| Pos. | Nome            | Nazione  | Punti |
| ---- | --------------- | -------- | ----- |
| 1    | Mats Oeverby    | Norvegia | 271   |
| 2    | Martin Nevland  | Norvegia | 254   |
| 3    | Isak Frey       | Norvegia | 220   |
| 4    | Johan-Olav Botn | Norvegia | 210   |
| 5    | Martin Uldal    | Norvegia | 184   |

#### Partenza in linea
| Pos. | Nome               | Nazione  | Punti |
| ---- | ------------------ | -------- | ----- |
| 1    | Martin Nevland     | Norvegia | 225   |
| 2    | Mats Oeverby       | Norvegia | 175   |
| 3    | Martin Uldal       | Norvegia | 157   |
| 4    | Danilo Riethmüller | Germania | 116   |
| 5    | Isak Frey          | Norvegia | 113   |

#### Individuale
| Pos. | Nome            | Nazione  | Punti |
| ---- | --------------- | -------- | ----- |
| 1    | Mats Oeverby    | Norvegia | 276   |
| 2    | Vebjoern Soerum | Norvegia | 180   |
| 3    | Isak Frey       | Norvegia | 180   |
| 4    | Johan-Olav Botn | Norvegia | 165   |
| 5    | Martin Uldal    | Norvegia | 147   |

#### Nazioni
| Pos. | Nazione  | Punti |
| ---- | -------- | ----- |
| 1    | Norvegia | 8493  |
| 2    | Germania | 7332  |
| 3    | Francia  | 7093  |
| 4    | Svezia   | 6690  |
| 5    | Italia   | 6530  |

### Femminili

#### Generale
| Pos. | Nome                      | Nazione  | Punti |
| ---- | ------------------------- | -------- | ----- |
| 1    | Océane Michelon           | Francia  | 803   |
| 2    | Jenny Enodd               | Norvegia | 708   |
| 3    | Karoline Erdal            | Norvegia | 691   |
| 4    | Annaelle Bondoux          | Francia  | 657   |
| 5    | Emily Schumann            | Germania | 597   |
| 6    | Maren Kirkeeide           | Norvegia | 589   |
| 7    | Ida Lien                  | Norvegia | 577   |
| 8    | Emilie Aagheim Kalkenberg | Norvegia | 488   |
| 9    | Julia Tannheimer          | Germania | 481   |
| 10   | Ella Halvarsson           | Svezia   | 476   |

#### Sprint
| Pos. | Nome                   | Nazione  | Punti |
| ---- | ---------------------- | -------- | ----- |
| 2    | Karoline Erdal         | Norvegia | 375   |
| 1    | Océane Michelon        | Francia  | 398   |
| 3    | Anna-Karin Heijdenberg | Svezia   | 321   |
| 4    | Jenny Enodd            | Norvegia | 306   |
| 5    | Annaelle Bondoux       | Francia  | 285   |

#### Inseguimento
| Pos. | Nome             | Nazione  | Punti |
| ---- | ---------------- | -------- | ----- |
| 1    | Océane Michelon  | Francia  | 206   |
| 2    | Jenny Enodd      | Norvegia | 197   |
| 3    | Ida Lien         | Norvegia | 170   |
| 4    | Annaelle Bondoux | Francia  | 138   |
| 5    | Karoline Erdal   | Norvegia | 138   |

#### Partenza in linea
| Pos. | Nome             | Nazione  | Punti |
| ---- | ---------------- | -------- | ----- |
| 1    | Annaelle Bondoux | Francia  | 150   |
| 2    | Océane Michelon  | Francia  | 125   |
| 3    | Jenny Enodd      | Norvegia | 123   |
| 4    | Ida Lien         | Norvegia | 120   |
| 5    | Gro Randby       | Norvegia | 103   |

#### Individuale
| Pos. | Nome            | Nazione  | Punti |
| ---- | --------------- | -------- | ----- |
| 1    | Maren Kirkeeide | Norvegia | 215   |
| 2    | Emily Schumann  | Germania | 125   |
| 3    | Karoline Erdal  | Norvegia | 120   |
| 4    | Chloe Chevalier | Francia  | 107   |
| 5    | Flurina Volken  | Svizzera | 98    |

#### Nazioni
| Pos. | Nazione  | Punti |
| ---- | -------- | ----- |
| 1    | Norvegia | 8003  |
| 2    | Francia  | 7475  |
| 3    | Germania | 7350  |
| 4    | Svezia   | 7087  |
| 5    | Austria  | 6716  |

### Miste

#### Staffette Miste
| Pos. | Nazione  | Punti |
| ---- | -------- | ----- |
| 1    | Norvegia | 705   |
| 2    | Francia  | 512   |
| 3    | Svezia   | 431   |
| 4    | Germania | 402   |
| 5    | Italia   | 393   |